# Certhia tianquanensis
El agateador de Sichuán (Certhia tianquanensis) es una especie de ave paseriforme de la familia Certhiidae que vive en China.

## Taxonomía
El agateador de Sechuán fue descrito como una nueva especie en 1995, ya que anteriormente se consideraba una subespecie del  agateador euroasiático C. familiaris) a partir de 14 especímenes recolectadas en las montañas del oeste de taken  Sichuán, China. En 2002 estudios de ADN revelaron que efectivamente estas aves constituían una especie aparte, más cercanamente emparentado al agateador nepalés (C. nipalensis).

## Distribución y hábitat
Se cree que este pájaro es una especie relicta que se ha quedado confinada en los bosques de abeto de Faber (Abies fabri) de montaña (2.500-2.830 m de altitud), aunque se cree que en invierno desciende a altitudes más bajas (al menos 1.600 m).
Se encuentra en cinco lugares: la reserva natural Labahe (condado de Tianquin), condado de Dayi, la ciudad de Shuanghe (condado de Ebian), Wawu Shan (condado de Hongya) y Wujipung en la reserva de la biosfera de Wolong. Se cree que está en esta área tan pequeña porque no puede vivir más que en las regiones donde haya bosques primarios de abeto de Faber.
Esta especie se alimenta de invertebrados en la parte superior de los grandes árboles por los que trepa tanto por los troncos como por las ramas.

## Estado de conservación
Se estima su población en menos de 1000 individuos adultos, que ocupan un área de 19,690 km². Anteriormente estuvo clasificada como especie vulnerable por el UICN, aunque estudios más recientes han mostrado que no es tan rara como se creía. Por ello en la actualidad está catalogada como especie casi amenazada desde 2008.
La tala intensiva de los bosques primarios de coníferas del oeste de China en el siglo XX, incluso a grandes altitud, redujo seriamente el área de distribución potencial de esta especies. La destrucción de los bosques primarios que quedan es la principal amenaza de la especie. Las montañas de Wawu Shan tienen empinadas pendientes inaccesibles para los leñadores ya que no hay carreteras, aunque formalmente todavía no están protegidas, y hay planes para abrir la región al turismo mediante la construcción de un teleférico.